# Astragalus dipelta
Astragalus dipelta är en ärtväxtart som beskrevs av Aleksandr Andrejevitj Bunge. Astragalus dipelta ingår i släktet vedlar, och familjen ärtväxter. Inga underarter finns listade i Catalogue of Life.